# 小角軟骨
小角軟骨（corniculate cartilages、cartilages of Santorini (聖托里尼軟骨)、小角狀軟骨、角質軟骨）是由彈性软骨組成的兩個小錐形結節，其與杓狀軟骨的頂端相關聯、並於後方和內側延長。
小角軟骨位於黏膜狀的杓狀會厭襞後部，有時與杓狀軟骨結合在一起。

## 命名源由
小角軟骨由喬瓦尼·多梅尼科·聖托里尼所命名。“角質(Corniculate)”一詞含有拉丁語詞根“cornu”。“Cornu”意思為角、像是突出部份似的。小角軟骨的突出部份看起來像是“角”、因而命名。

## 附加圖片

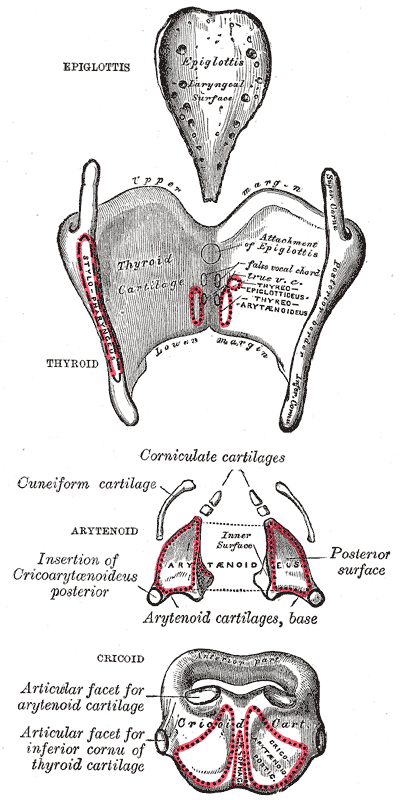
喉部軟骨，後視圖。
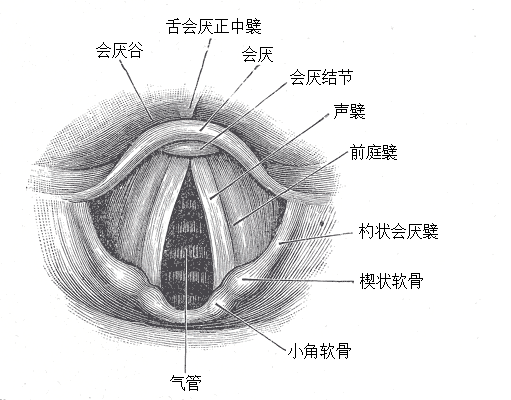
喉內部之喉鏡檢查圖。
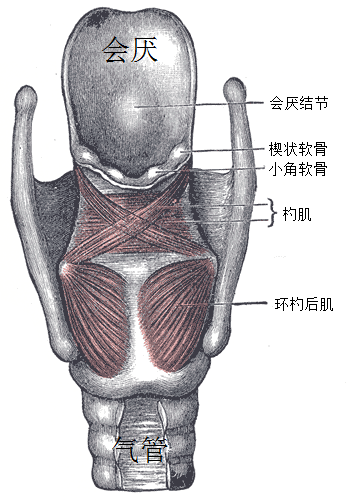
喉部肌肉，後視圖。
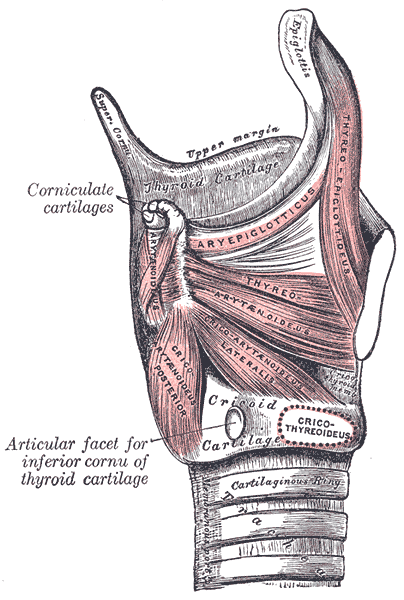
喉部肌肉，側面圖。甲狀軟骨右側椎板剝離處。
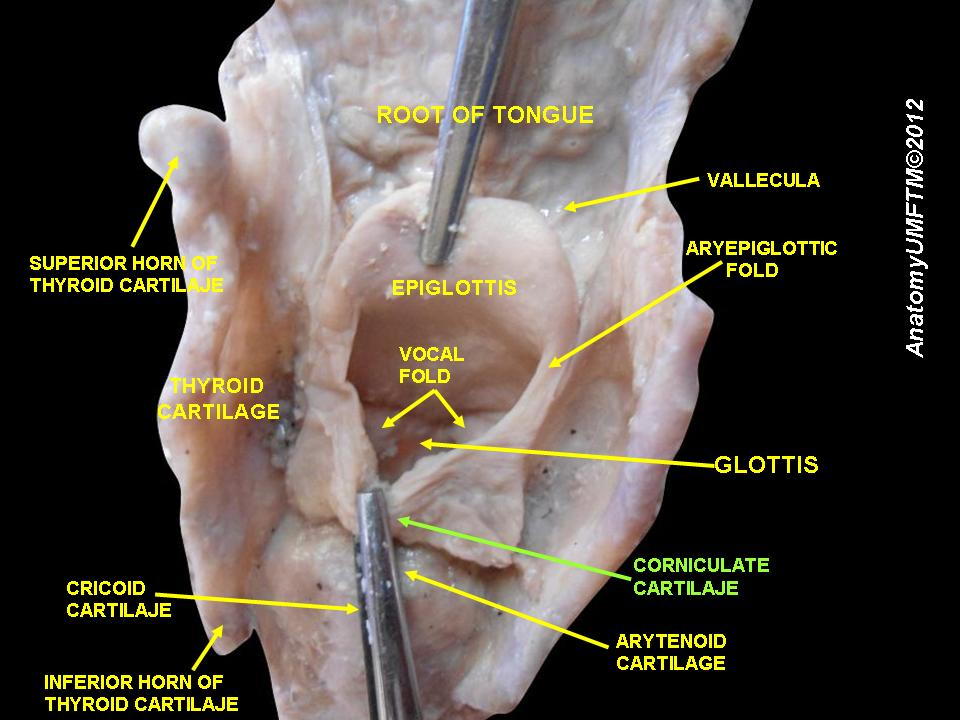
小角軟骨。

## 外部連接
- 圖譜：rsa3p8 at the University of Michigan Health System